# Kotekara
Kotekara là một thị trấn thống kê (census town) của quận Dakshina Kannada thuộc bang Karnataka, Ấn Độ.

## Nhân khẩu
Theo điều tra dân số năm 2001 của Ấn Độ, Kotekara có dân số 14.323 người. Phái nam chiếm 48% tổng số dân và phái nữ chiếm 52%. Kotekara có tỷ lệ 80% biết đọc biết viết, cao hơn tỷ lệ trung bình toàn quốc là 59,5%: tỷ lệ cho phái nam là 85%, và tỷ lệ cho phái nữ là 76%. Tại Kotekara, 10% dân số nhỏ hơn 6 tuổi.